# Шёнайх (Германия)
Шёнайх (нем. Schönaich) — община в Германии, в земле Баден-Вюртемберг. 
Подчиняется административному округу Штутгарт. Входит в состав района Бёблинген.  Население составляет 9679 человек (на 31 декабря 2010 года). Занимает площадь 14,16 км².
К местному монаршему роду принадлежала бабушка основного претендента на статус российского цесаревича, мать его отца.